# Полазник

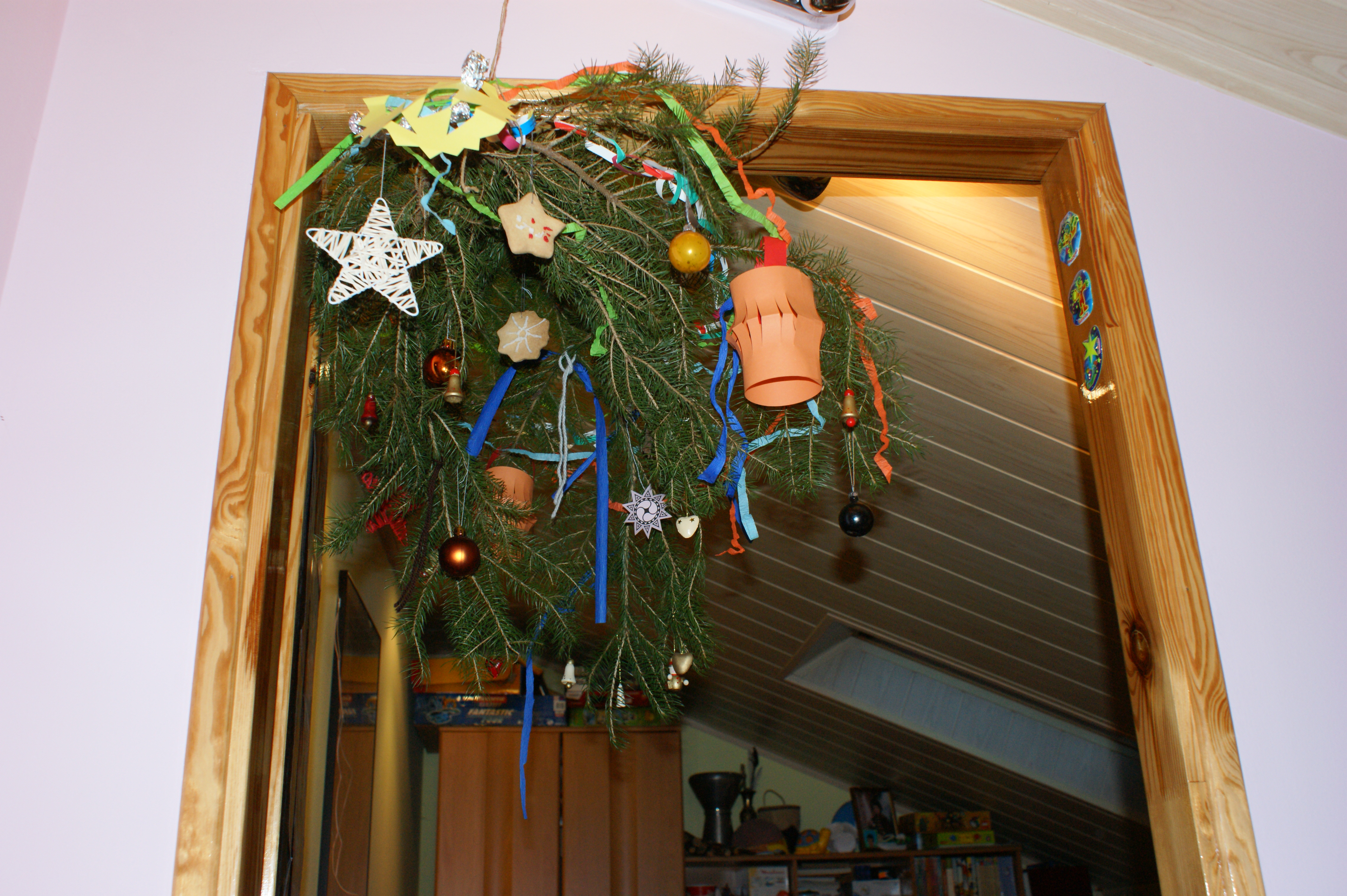
Рослина-пола́зник в Польщі

Пола́зник — в Україні — перший відвідувач на Новий Рік.
Назва пов'язана з «магією першого дня» — вірою людей у прикмети. Стежили за тим, щоб у хату першою не зайшла жінка або дівчина — такий візит вважався небажаним. Натомість вірили, що прихід першим чоловіка (хлопця) обіцяє щастя та добробут.
Така прикмета збереглася і до сьогодні практично на всій території України і етнічних Українських земель.